# Шан-Гранди
Шан-Гранди (порт. Chã Grande) — муниципалитет в Бразилии, входит в штат Пернамбуку. Составная часть мезорегиона Мата-Пернамбукана. Входит в экономико-статистический микрорегион Витория-ди-Санту-Антан. Население составляет 17 668 человек на 2007 год. Занимает площадь 70 км². Плотность населения — 252 чел./км².
Праздник города — 20 декабря. 

## История
Город основан в 1878 году.

## Статистика
- Валовой внутренний продукт на 2005 год составляет 58 488 000 реалов (данные: Бразильский институт географии и статистики).
- Валовой внутренний продукт на душу населения на 2005 год составляет 2890 реалов (данные: Бразильский институт географии и статистики).
- Индекс развития человеческого потенциала на 2000 год составляет 0,612 (данные: Программа развития ООН).

## География
Климат местности: тропический. В соответствии с классификацией Кёппена, климат относится к категории As'.